# San Torcuato
San Torcuato település Spanyolországban, La Rioja autonóm közösségben. San Torcuato Bañares községgel határos. Lakosainak száma 64 fő (2024).

## Népesség
A település népessége az elmúlt években az alábbi módon változott:
| Lakosok száma | 93   | 118  | 77   | 71   | 81   | 73   | 66   | 61   | 69   | 64   |
|               | 2001 | 2004 | 2007 | 2009 | 2012 | 2014 | 2017 | 2019 | 2022 | 2024 |